# Ediciós do Castro
Ediciós do Castro es una editorial española de ámbito fundamentalmente gallego.
Fue fundada en Sada (La Coruña) en 1963, al amparo de la fábrica de cerámica de Sargadelos, como parte del complejo industrial y cultural impulsado por Isaac Díaz Pardo (y del que forman parte la cerámica de Sagardelos o el Museo Carlos Maside). Animada por la personalidad de Isaac Díaz Pardo y Andrés Fernández-Albalat Lois, tras la muerte de Luis Seoane edita libros en gallego y castellano casi siempre sobre temas relacionados con Galicia, principalmente sobre la Guerra civil española y la emigración, agrupados buena parte de ellos en la colección Documentos. Sus códigos ISBN más habituales son 84-7492 y 84-8485.